# Техаська різанина бензопилою (фільм, 2013)
«Техаська різанина бензопилою 3D» (англ. Texas Chainsaw 3D) — фільм жахів в форматі 3D режисера Джона Льюсенхоп. Це сьомий фільм кіносеріалу «Техаська різанина бензопилою» і продовження оригінального фільму 1974.

## Зміст
Місцевий шериф погодився організувати для Джеба Сойєра, який і переховувався під Шкіряним обличчям, чесний судовий процес і надати йому адвоката. Однак його намірам заважає мер, який веде за собою натовп людей, спраглих лінчувати кривавого маніяка. Коли ситуація починає виходити з-під контролю, а містяни приймаються ладити петлі для вбивці, хтось кидає в будинок Сойєра пляшку із запальною сумішшю. Будинок згорає, а разом з ним у вогні гинуть і всі, хто в ньому знаходився, включаючи самого Джеба і його батька. Зрозуміло, через певний час вбивства за допомогою бензопили починаються знову. Перше припущення шерифа — Джеб Сойєр вижив і вирішив помститися. Але він чи це насправді? І якщо ні, то хто?

## Ролі
| Актор               | Роль            |
| ------------------- | --------------- |
| Олександра Даддаріо | Гізер Міллер    |
| Таня Реймонд        | Ніккі           |
| Керам Малікі-Санчес | Кенні           |
| Шон Сайпс           | Дерріл          |
| Том Беррі           | Шериф Гупер     |
| Пол Рей             | Берт Гартман    |
| Скотт Іствуд        | Карл Гартман    |
| Білл Моуслі         | Драйтон Сойєр   |
| Ден Йеджер          | Шкіряне обличчя |
| Річард Ріле         | Фарнсворт       |
| Джон Даган          | Дед Сойєр       |
| Николетт Ноель      | Сінді           |

### Касові збори
У ніч прем'єри, картина стала лідером зборів, зібравши близько $ 10200000 в Північній Америці.

## Знімальна група
- Режисер — Джон Льюсенхоп
- Сценарист — Адам Маркус, Дебра Салливан, Керстен Элмс
- Продюсер — Марк Бьорг, Кріста Кемпбелл, Денні Дімборт
- Композитор — Джон Фрізелль